# USS Niagara (1813)
Le USS Niagara, communément appelé US Brig Niagara ou Flagship Niagara, est un senau (en anglais : brig-snow) à coque en bois qui a servi de navire amiral de secours au commodore Oliver Hazard Perry lors de la bataille du lac Érié pendant la Guerre anglo-américaine de 1812. Comme le navire est certifié pour la formation à la voile par la Garde côtière des États-Unis, il est également désigné SSV Niagara. Le voilier est généralement amarré derrière le musée maritime d'Érié au centre-ville d'Érié, dans l'État américain de Pennsylvanie, en tant qu'exposition extérieure pour le musée. Il parcourt également souvent les Grands Lacs pendant l'été, servant d'ambassadeur de Pennsylvanie lorsqu'il navigue. Il a été inscrit au registre national des lieux historiques en 1973 et a été désigné navire officiel de l'État (List of U.S. state ships (en)) par l'Assemblée générale de Pennsylvanie en 1988.

## Historique
Niagara a été construit de 1812 à 1813 pour protéger le littoral américain vulnérable sur le lac Érié des Britanniques et a joué un rôle central dans la bataille pour le lac. Comme la plupart des navires de guerre qui ont servi pendant la guerre, le Niagara a été coulé pour être préservé dans la Baie de Presque Isle en 1820. Renfloué en 1913, il a été reconstruit pour le centenaire de la bataille du lac Érié. Après sa détérioration, une restauration de Niagara a été relancée dans les années 1930, mais a été entravée par le manque de fonds causé par la Grande Dépression et est restée inachevée jusqu'en 1963. Une restauration plus importante a été effectuée en 1988 au cours de laquelle une grande partie du navire d'origine a été en grande partie détruite. L'incorporation de nouveaux matériaux et d'équipements modernes rend ambigu le fait qu'il s'agisse ou non d'une réplique de bateau.

### Appellation
En 1907, le président Theodore Roosevelt a publié un ordre exécutif normalisant le préfixe de tous les navires de la marine américaine pour qu'il soit "USS". Auparavant, les préfixes des navires étaient utilisés "au hasard", mais les noms des navires étaient souvent précédés de l'abréviation "US" et du type de navire. Une enquête sur les documents contenus dans la National Archives and Records Administration qui ont été envoyés vers et depuis le Département de la Marine à cette époque a révélé un certain nombre d'incohérences. Sur 55 correspondances mentionnant Niagara, 43,6 % utilisaient le terme « US Sloop Niagara », 32,7 % utilisaient « US Brig Niagara » et 23,6 % avaient « USS Niagara ».
En raison de son rôle historique en tant que vaisseau amiral d'Oliver Hazard Perry pendant la bataille du lac Érié, le navire est communément appelé le Flagship Niagara.

## Construction

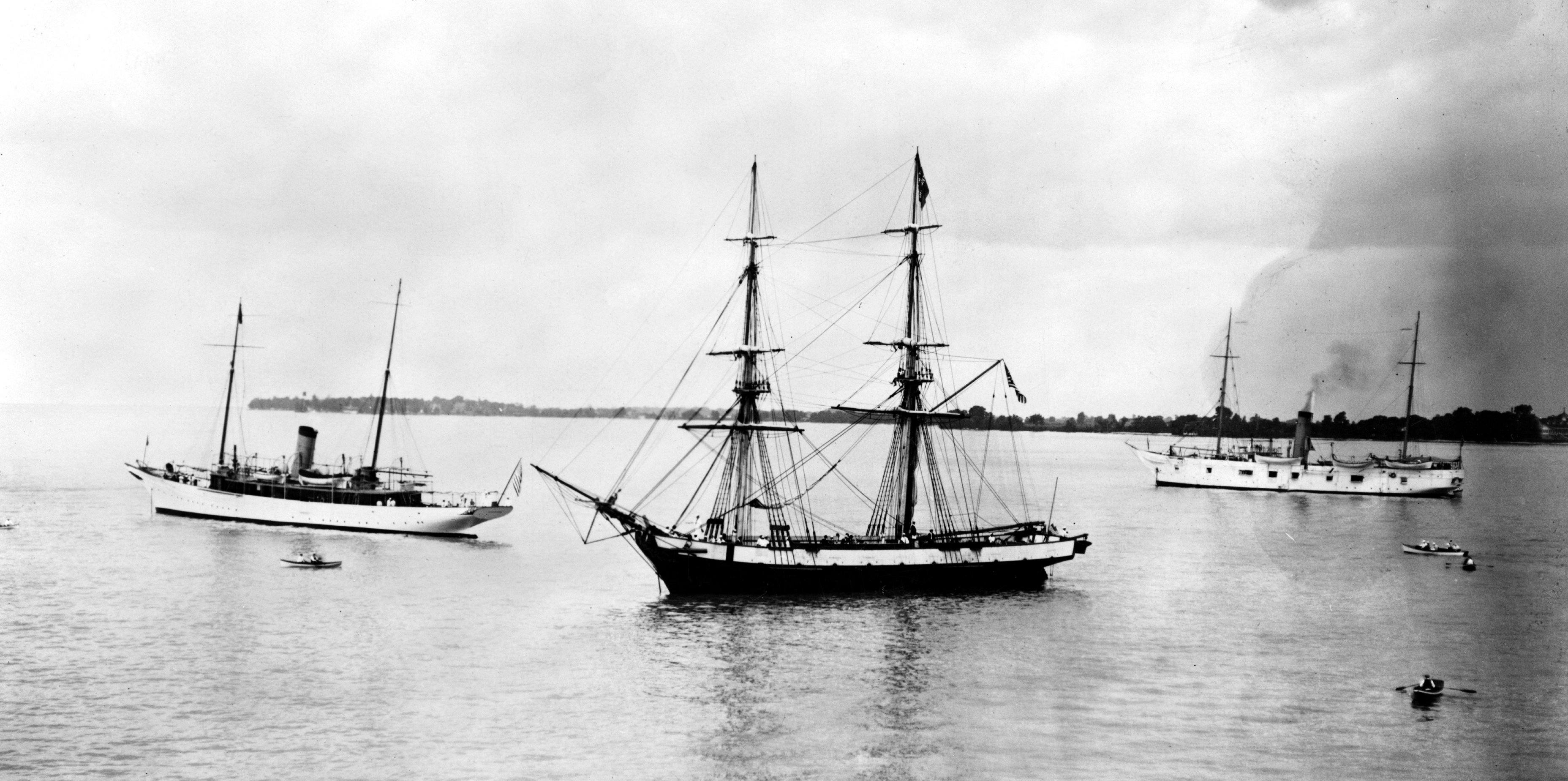
Brig Niagara, scène de bataille de 1813.

Au début de septembre 1812, Daniel Dobbins (en), un marchand des Grands Lacs, arriva à Washington, pour avertir le gouvernement des États-Unis de la vulnérabilité de la côte du lac Érié à une attaque britannique. Lui-même avait été capturé par les Britanniques après une attaque surprise à Fort Mackinac dans le Michigan, mais a pu négocier sa libération. Après plusieurs jours de discussions avec le président James Madison et le secrétaire de la Marine Paul Hamilton, Dobbins les a convaincus que l'endroit le plus sûr pour construire une flotte était dans la baie de Presque Isle, en Pennsylvanie. Quatre canonnières et deux bricks furent construits. Oliver Hazard Perry a été nommé chef de la marine en février 1813.
La construction de la flotte a été largement supervisée par Noah Brown, un constructeur naval amené de New York. Les quilles de deux bricks étaient chacune construites à partir d'une seule bûche de chêne noir. En raison d'un manque de fer, les bois qui composaient les coques étaient assemblés à l'aide de clous d'arbre. Au lieu de filasse et de la poix normalement utilisées pour le calfeutrage, du plomb a été utilisé. Les bois utilisés dans les bricks étaient encore verts, car les constructeurs n'avaient pas le luxe de laisser le bois sécher correctement. Un total de 65 canons ont été expédiés pour armer la flotte ; Hamilton a approuvé la production de 37 canons par une fonderie à Washington. USS Tigress (1813) (en) et USS Porcupine (1813) (en) ont été lancés en avril 1813, USS Scorpion (1813) (en) en mai et le brick USS Lawrence (1813) (en) le 25 juin. USS Niagara a été lancé le 4 juillet avec USS Ariel (1813) (en).

## Centenaire

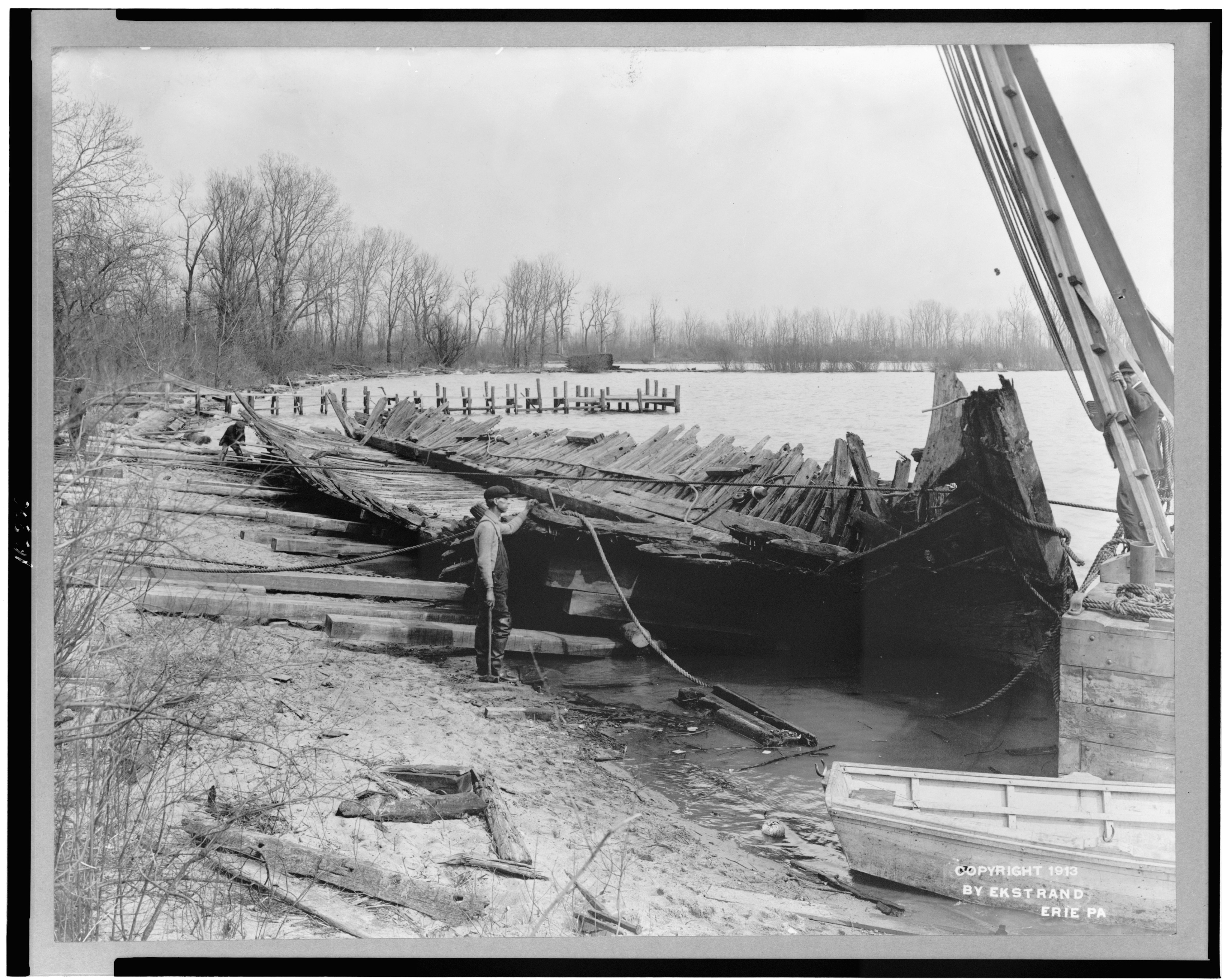
Vestiges découverts de Niagara au bord de l'eau.

Dans le cadre des célébrations du centenaire de la bataille du lac Érié, Niagara a été renfloué de Misery Bay en avril 1913. Sa quille s'est avérée en assez bon état pour que le brick soit reconstruit. Les efforts de reconstruction ont été entravés par le manque de plans originaux. Le Niagara restauré a été lancé le 7 juin, avec un nouveau beaupré, un gréement et des reproductions de canons fournis par le Boston Navy Yard. De la mi-juillet à la mi-septembre, le Niagara a été remorqué vers divers ports des Grands Lacs, notamment Milwaukee, Chicago, Détroit, Buffalo et Cleveland, par l'USS Michigan (1843), le premier navire de guerre à coque de fer de la Marine. La propriété de Niagara a été transférée à la ville d'Érié en 1917, où le navire est resté amarré et s'est détérioré.

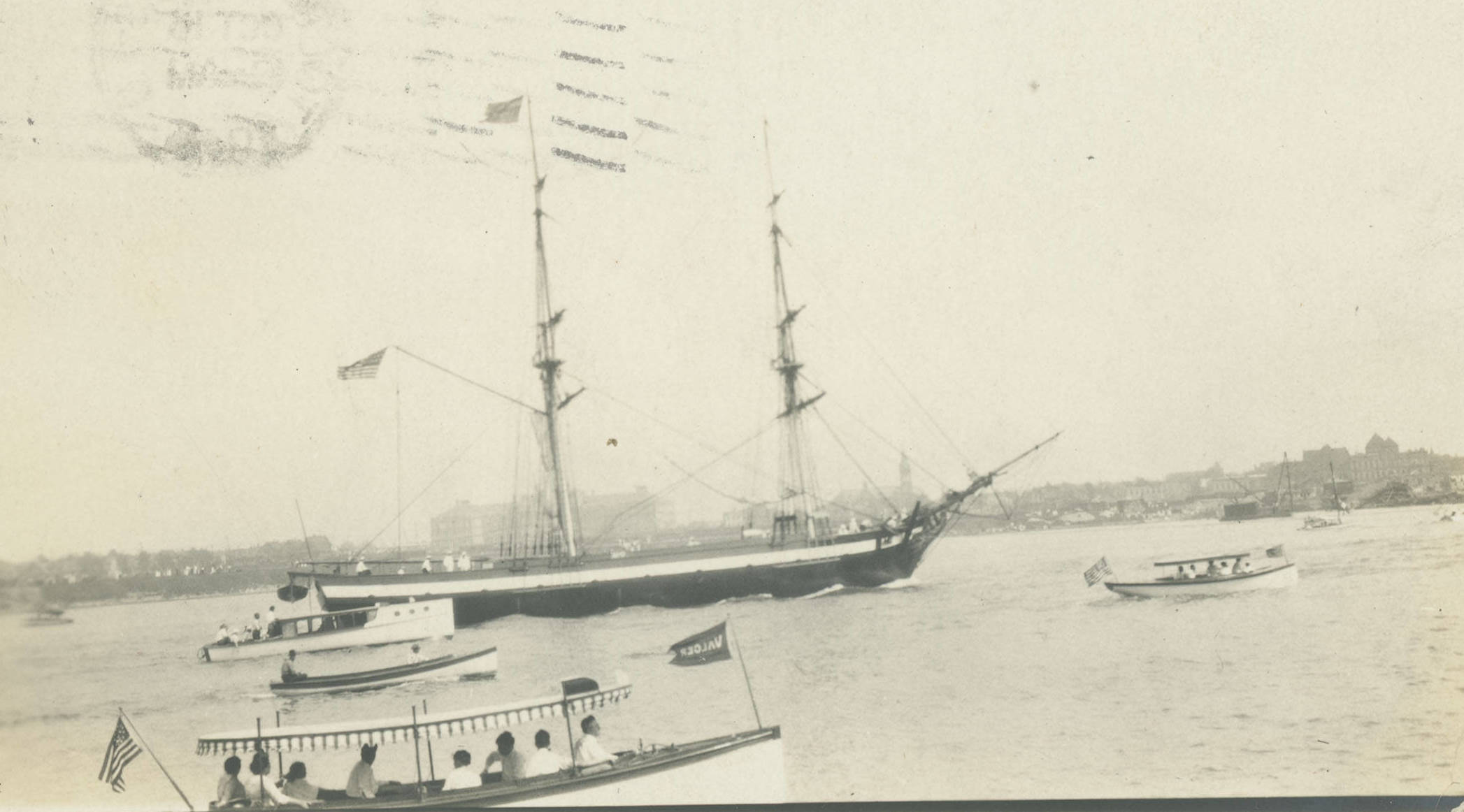
Flagship Niagara remontant la rivière Maumee, Toledo, Ohio, 1913.

La ville d'Érié a transféré la propriété de Niagara à la nouvelle USS Niagara Foundation en 1929, pour l'acquérir et le restaurer. Le début de la Grande Dépression a forcé le Commonwealth de Pennsylvanie à en prendre possession, par l'intermédiaire de la Flagship Niagara Commission, deux ans plus tard. 50 000 $ ont été mis à disposition pour une autre restauration en 1931, mais en 1938, l'État a arrêté son financement, laissant la restauration inachevée. Niagara a été transféré à la Pennsylvania Historical Commission, prédécesseur de la Pennsylvania Historical and Museum Commission, et est devenu un projet pour la Work Projects Administration. La Commission historique a engagé Howard I. Chapelle pour élaborer des plans pour une autre restauration de Niagara, basée sur d'autres navires d'époque construits par Noah Brown, comme USS Saratoga (1814) (en). Il ne restait que très peu du Niagara d'origine, car certaines parties avaient été vendues comme souvenirs, et la reconstruction de 1913 n'était pas fidèle à son origine. La coque du Niagara a été lancée en octobre 1943 sans mâts, espars ni gréement. Il a été placé dans un berceau en béton en 1951. La découverte de pourriture sèche dans toutes les parties de Niagara a clairement indiqué qu'une reconstruction complète serait éventuellement nécessaire. Des fonds ont été affectés par la Pennsylvania Historical and Museum Commission pour rendre Niagara présentable pour le cent cinquantième anniversaire de la bataille du lac Érié en 1963 avec l'ajout de gréements et de canons. Niagara a été inscrit au registre national des lieux historiques le 11 avril 1973.

## Navire musée

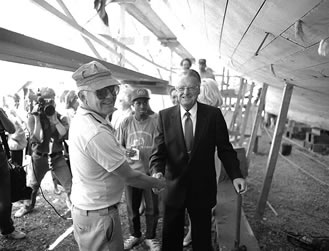
Le maire d'Erie Louis J. Tullio (à droite) félicite Melbourne Smith (à gauche) pour la reconstruction de Niagara.

En 1981, la Flagship Niagara League a été formée avec l'intention de reconstruire Niagara afin qu'il soit un navire de travail, au lieu d'une pièce de musée en plein air. Melbourne Smith, constructeur de la goélette Pride of Baltimore II, a été embauché en 1986 par la Pennsylvania Historical and Museum Commission pour diriger la reconstruction. La décomposition du Niagara était si grave qu'il a été démantelé et finalement détruit, avec divers bois récupérés et utilisés dans des zones non structurelles du navire. La destruction de l'ancien navire et l'utilisation de bois neuf amènent souvent Niagara à être considéré comme une réplique de bateau. Alors que le premier Niagara a été construit à la hâte, le nouveau Niagara a été construit à partir de pin jaune et de sapin de Douglas correctement séchés et préservés.
Le nouveau Niagara a été lancé le 10 septembre 1988, mais n'a été achevé que le 18 juillet 1990, date à laquelle ses essais en mer ont eu lieu. L'Assemblée générale de Pennsylvanie a désigné Niagara comme navire amiral officiel de la Pennsylvanie le 29 avril 1988 et a décrit son objectif comme étant un « ambassadeur de voile pour la Pennsylvanie ». En mars 2008, le mât principal en pin jaune a été remplacé par un en sapin de Douglas.
L'United States Coast Guard a certifié Niagara comme navire-école de voile en août 2005. Pour des raisons de sécurité, Niagara a été équipé d'équipements modernes tels que des moteurs diesel auxiliaires, des canots de sauvetage, un radar, un LORAN et une radio. En 2009, la Flagship Niagara League a assumé la gestion quotidienne de Niagara après une décision de la Pennsylvania Historical and Museum Commission de réduire de 250 000 $ pour combler un déficit budgétaire. Dans le cadre du bicentenaire de la bataille du lac Érié, Niagara a participé à une reconstitution de la bataille le 2 septembre 2013 à Put-In-Bay avec 16 autres grands voiliers.

## Galerie
|                            |
| Niagara au Musée maritime. |

|                                |
| Niagara sur la rivière Maumee. |

|                           |
| Niagara en 2017 (Québec). |